# Can't Be Tamed (pjesma)
"Can't Be Tamed" je pjesma američke pjevačice Miley Cyrus. Napisali su je Cyrus, Antonina Armato, Tim James, i Marek Pompetzki, a producirali Armato i James. Pjesma je objavljena kao debitantski singl s njezinog trećeg istoimenog albuma, objavljen 18. svibnja 2010. u izdanju Hollywood Recordsa.

## O pjesmi
Pjesmu su napisali Miley Cyrus, Antonina Armato, Tim James, i Marek Pompetzki, a producirali su ju Armato i James. Pjesma je premijerno puštena 30. travnja 2010. na Cyrusinoj službenoj MySpace stranici, pa je 18. svibnja i digitalno izdana. Također je i izdana remix verzija pjesme na kojoj gostuje rapper Lil Jon.

## Uspjeh singla
Pjesma je u tjednu do 5. lipnja debitirala na Billboardovoj Hot 100 listi singlova u SAD-u, zauzevši osmo mjesto. Pjesma se digitalno prodala 191,000 puta i tako postala drugi po redu najuspješniji Cyrusin debi nakon "Party In The USA" koja je se "skinuta" čak 226,000 puta. Pjesma je postala njezin četvrti Top 10 singl u Americi. Pjesma je debitirala na šestom mjestu u Kanadi, a na petom u Novom Zelandu. Pjesma je zauzela četrnaesto mjesto u Australiji te dvanaesto u Japanu.
"Can't Be Tamed" je postigla i solidan uspjeh u Europi. Tako je pjesma zauzela prvu poziciju u Ujedinjenom Kraljevstvu, postajući Cyrusin prvi #1 singl u UK-u. Pjesma je ušla u top deset u Irskoj, dok je u top četrdeset ušla u Austriji, Belgiji, Njemačkoj, Francuskoj i Španjolskoj.

## Kritički osvrt
Kritike singla su bile uglavno solidne. Leah Greenblatt iz Entertainment Weekly-ja je napisala kako pjesma nije neka "velika senzacija" te da je slična pjesmi "Not Myself Tonight" Christine Aguilere. Greenblatt je bio razočaran rimom nekih stihova u pjesmi ("I'm not here to sell ya' / Or tell you to go to hell"). Jarett Wieselman iz The New York Post je rekao kako mu se pjesma svidjela te ju ne bi odbio downloadirati. Izjavio je kako je "Can't Be Tamed" vibra zločesta škola Britney Spears, nazvavši je "veoma zaraznom" pjesmom te mogućim ljetnim hitom. Rob Sheffield iz Rolling Stonea je pjesmu ocijenio s tri, od mogućih pet zvijezda te je pjesmu usporedio s glazbom Rihanne.

## Videospot
Glazbeni video za "Can't Be Tamed" je režirao Robert Hales. Plesne dijelove je koreografirao Jamal Sims, koji je također koreografirao Cyrusin "Hoedown Throwdown". Ovim spotom se Cyrus se pokušava odmaknuti od imidža Hanne Montane koji joj je bio nametnut od prikazivanja te serije 2006. godine. Spot je snimljen 10. i 11. travnja 2010. u Sony Studios u Culver Cityju, Kalifornija. Uz Cyrus se pojavljuje više od dvadeset muških i ženskih plesača koji su, poput nje odjeveni u kostime ptice. Spot je premijerno pušten 4. svibnja 2010. na E! News.